# Rhizoprionodon porosus
El cazón picudo antillano (Rhizoprionodon porosus) es un carcarriniforme de la familia Carcharhinidae que habita en las aguas tropicales del océano Atlántico occidental y el mar Caribe entre las latitudes 28º N y 40° S, desde la superficie hasta los 500 m de profundidad. Su longitud máxima es de 1,1 m.